# Vilhelm 7. af Hessen-Kassel
Vilhelm 7. af Hessen-Kassel, ’’regerende’’ landgreve, født 1651, død 1670, søn af Vilhelm 6. af Hessen-Kassel og Hedvig Sophie af Brandenburg. 
Efter faderens død arvede den 12-årige Vilhelm værdigheden som landgreve. Regeringen blev dog ført af hans moder.  
Som ung tog Vilhelm på en dannelsesrejse. Under rejsen døde han i Paris som 19-årig. 
Vilhelm var forlovet med Maria Amalia af Kurland. Efter Vilhelms død blev broderen Karl landgreve, og Karl giftede sig også med Maria Amalia. 